# 越前菜都子
越前 菜都子（えちぜん なつこ）は日本のイラストレーター。石川県出身、東京都在住。透明感のある凛とした女性像を描く。
広告、CM、映像作品、キャラクターデザイン、書籍装画など、幅広い分野のイラストレーションを手掛ける。

## 主な制作実績

### CM・広告
- サムスン Galaxy Note8 渋谷スクランブル交差点デジタル広告
- 朝日生命 TVCMアニメーション 制作・出演[1]
- サントリー webCM
- 国立西洋美術館 TVCM・展示映像イラスト
- 伊勢半 ヒロインメイク CM
- アトレ ディスプレイ・館内装飾・プロジェクションマッピング
- Esola池袋 通年ビジュアル広告
- Family Mart ポスター
- P&G レノア×東京ミッドタウン ポスター

### 映像作品
- E-girls アリーナツアーVJ
- NMB48 山本彩 「JOKER」 MVイラスト
- KAT-TUN 「MONSTER NIGHT」 MVイラスト

### パッケージ
- カルビー 夏ポテト
- SAPPORO 麦とホップ
- 養命酒製造 琥珀生姜酒・高麗人参酒
- KIRIN 小岩井純水果汁

### 書籍・雑誌
- 朝日新聞出版 AERAムック本 表紙
- 宝島社 sweet占いBOOK 挿絵
- 実業之日本社 「花嫁は墓地に住む」 赤川次郎装画
- KKベストセラーズ 「勇気は、一瞬 後悔は、一生」 装画
- KADOKAWA 「まいにち引き寄せ」 装画

### その他
- 小田急百貨店 カタログ表紙・ショップバッグ
- JR高島屋 サンキューレター
- 日本郵便 オフィシャル年賀状
- glamb コラボレーションTシャツ[2][3]
- ベネッセ 進研ゼミ高校講座 DM
- ワコール webイラスト
- TBS 「乃木坂46の食べるだけ」 タイトルロゴ・ビジュアルパーツ
- TVアニメ「かえるのピクルス - きもちのいろ -」 キャラクターデザイン